# هاتا ۱۷۷۵۹
سیارک ۱۷۷۵۹ (به انگلیسی: 17759 Hatta، نامگذاری:1998DA24) هفده هزار و هفتصد و پنجاه و نهمین سیارک کشف شده‌است که در ۱۷ فوریه ۱۹۹۸ کشف شد.
قدر مطلق سیارک برابر ۱۴٫۰۰ است.